# Polypodium megacuspe
Polypodium megacuspe là một loài thực vật có mạch trong họ Polypodiaceae. Loài này được Baker mô tả khoa học đầu tiên năm 1890.